# Први државни секретар
Први државни секретар (енгл. First Secretary of State) почасни је назив за једног од државних секретара унутар Кабинета Уједињеног Краљевства.

## Дјелокруг
Први државни секретар се не налази над свим осталим државним секретарима иако му назив указује на то. Формално се сматра замјеником премијера Уједињеног Краљевства, али без посебних овлашћења. Премијера може замјењивати и други краљевски министар коме је повјерена функција замјеника премијера (енгл. Deputy Prime Minister).
Британски премијер Борис Џонсон је 6. априла 2020. године био хоспитализован због ковида 19, а од првог државног секретара Доминика Раба је затражио да га замјењује по потреби.